# ادولفو، بخش گرودزیسک ویلکوپالسکی
ادولفو، بخش گرودزیسک ویلکوپالسکی (به لاتین: Adolfowo, Grodzisk Wielkopolski County) یک منطقهٔ مسکونی در لهستان است که در Gmina Rakoniewice واقع شده‌است.

## خصوصیات
ادولفو ۱۳۰ نفر جمعیت دارد.